# Liste von Vornamen/R
Diese Unterseite der Liste von Vornamen enthält Vornamen, die mit dem Buchstaben R beginnen.
Männliche Vornamen sind mit dem Symbol ♂ und weibliche Vornamen mit dem Symbol ♀ markiert.

## Ra
Rabah ♂,
Raban ♂,
Rabanus ♂,
Rabea ♀,
Rabie ♂,
Rachael ♀,
Rachel ♀,
Rachid ♂,
Rachida ♀,
Rade ♂,
Radha ♀, 
Radley ♂, 
Radolf ♂,
Radomir ♂,
Radoslav ♂,
Radu ♂,
Radvilė ♀,
Rafael ♂,
Rafaela ♀,
Raffael ♂,
Raffaela ♀,
Raffaele ♂,
Raffaello ♂,
Rafik ♂,
Rafiki ♂,
Rafiq ♂,
Ragani ♀,
Ragip ♂, 
Ragıp ♂,
Ragna ♀,
Ragnar ♂,
Ragnhild ♀,
Rahel ♀,
Rahim ♂,
Rahime ♀,
Rahmi ♂,
Rahmiye ♀,
Rahul ♂,
Raija ♀, 
Raimar ♂,
Raimond ♂,
Raimondas ♂, 
Raimondo ♂,
Raimund ♂,
Raimundas ♂, 
Raimundus ♂,
Raina ♀,
Rainald ♂,
Rainer ♂,
Rainhard ♂,
Raissa ♀,
Raivis ♂,
Raivo ♂, 
Raj ♂,
Rajana ♀,
Rajendra ♂,
Rajesh ♂,
Rajiv ♂,
Rajko ♂,
Ralf ♂,
Ralph ♂,
Rama ♂♀, 
Ramazan ♂,
Rambo ♂,
Rambold ♂,
Rami ♂,
Ramin ♂,
Raminta ♀, 
Ramon ♂,
Ramona ♀,
Ramtin ♂,
Ramūnas ♂,
Ramunė ♀,
Ramutė ♀,
Ramutis ♂,
Rana ♀,
Randall ♂,
Randi ♀,
Randolf ♂,
Randy ♂♀,
Ranulph ♂,
Raoul ♂,
Raphael ♂,
Rapolas ♂,
Rapoto ♂,
Rasa ♂♀,
Rashit ♂, 
Rasim ♂,
Raşit ♂,
Rasmus ♂,
Rasso ♂,
Ratko ♂,
Rauf ♂,
Raul ♂,
Raúl ♂,
Raül ♂,
Rauni ♂♀, 
Rauno ♂,
Rauthgundis ♀,
Ravi ♂,
Ravil ♂,
Rawil ♂,
Ray ♂,
Raymond ♂,
Raymund ♂,
Raymundus ♂,
Rayna ♀,
Răzvan ♂,
Razwin ♂

## Re
Rebecca ♀,
Rebekka ♀,
Recai ♂,
Recep ♂,
Redouane ♂,
Rédouane ♂,
Redovino ♂,
Reemt ♂,
Reeva ♀,
Refik ♂,
Regimantas ♂, 
Regin ♂,
Regina ♀,
Reginald ♂,
Regis ♂,
Régis ♂,
Regula ♀,
Reha ♂♀,
Řehoř ♂,
Reid ♂,
Reidar ♂,
Reijo ♂,
Reik ♂, 
Reimar ♂,
Reinaldo ♂,
Reinelde ♀,
Reinfried ♂,
Reinhard ♂,
Reinhardt ♂,
Reinhart ♂,
Reinhilde ♀,
Reinhold ♂,
Reinmar ♂,
Reino ♂,
Reinoldijus ♂,
Réjean ♂,
Réjeanne ♀,
Réka ♀,
Relja ♂,
Remalda ♀, 
Remaldas ♂,
Rembert ♂,
Rembrandt ♂,
Remco ♂, 
Remeco ♂,
Remi ♂♀,
Remigija ♀, 
Remigijus ♂, 
Remigius ♂,
Remo ♂,
Remy ♂,
Remzi ♂, 
Remzie ♀, 
Remzije ♀, 
Rena ♀,
Renaat ♂, 
Renae ♀,
Renaldo ♂,
Renan ♂♀,
Renas ♂,
Renat ♂,
Renata ♀,
Renatas ♂, 
Renate ♀,
Renato ♂,
Renaud ♂,
Renauld ♂,
René ♂,
Renée ♀,
Renny ♂,
Renzo ♂,
Reşat ♂,
Reşit ♂,
Reto ♂,
Reubin ♂,
Reuven ♂,
Rex ♂,
Rexhep ♂, 
Reyhan ♀,
Reyk ♂, 
Reynaldo ♂,
Reza ♂♀,
Rezan ♂♀, 
Rezart ♂, 
Rezarta ♀, 

## Rh
Rhea ♀,
Rhodri ♂,
Rhoikos ♂,
Rhona ♀,
Rhonda ♀,
Rhys ♂

## Ri
Ria ♀,
Rian ♂♀,
Ricarda ♀,
Ričardas ♂, 
Ricardo ♂,
Riccardo ♂,
Ricci ♂,
Richard ♂,
Richhilde ♀,
Richie ♂,
Richmodis ♂♀,
Richmunda ♀,
Rickie ♂♀,
Rickmer ♂,
Rico ♂,
Ridvan oder türkisch Rıdvan ♂,
Rifat ♂, 
Rıfat ♂,
Rikard ♂,
Rike ♀,
Ríkharður ♂, 
Rikke ♀,
Riley ♂♀,
Rima ♀, 
Rimandas ♂, 
Rimantas ♂, 
Rimantė ♀, 
Rimas ♂, 
Rimgaudas ♂, 
Rimgaudė ♀, 
Rimvydas ♂, 
Rina ♀, 
Rinaldo ♂,
Ringo ♂,
Rino ♂, 
Rinus ♂,
Riona ♀,
Rita ♀,
Ritva ♀,
Riza ♂,
Rıza ♂

## Ro
Roald ♂,
Rob ♂,
Robbie ♂,
Robby ♂,
Robert ♂,
Roberta ♀,
Robertas ♂, 
Roberto ♂,
Robin ♂♀,
Robinson ♂,
Rocco ♂,
Rochelle ♀,
Rochus ♂,
Rocío ♀,
Rock ♂,
Roderich ♂,
Roderick ♂,
Rodger ♂,
Rodion ♂,
Rodrigo ♂,
Roel ♂,
Roelof ♂,
Rogelio ♂,
Roger ♂,
Rogério ♂,
Rohan ♂,
Rohese ♀,
Roj ♂♀,
Rojda ♀,
Rok ♂,
Rokas ♂, 
Roko ♂, 
Roland ♂,
Rolandas ♂, 
Rolando ♂,
Rolf ♂, 
Rolv ♂, 
Romain ♂,
Romaldas ♂, 
Roman ♂,
Romana ♀,
Romanas ♂, 
Romas ♂, 
Romasis ♂, 
Romed ♂,
Romeo ♂,
Romilda ♀,
Romuald ♂,
Romualda ♀, 
Romualdas ♂, 
Romulus ♂,
Romy ♀,
Ron ♂,
Ronald ♂,
Ronan ♂,
Ronen ♂,
Ronit ♀, 
Ronja ♀,
Ronnie ♂,
Ronny ♂,
Röpke ♂,
Rory ♂♀,
Rosa ♀,
Rosalia ♀,
Rosalie ♀,
Rosalind ♀,
Rosalinde ♀,
Rosalyn ♀,
Rosamond ♀,
Rosamund ♀,
Rosamunde ♀,
Rosanna ♀,
Rosario ♂♀,
Roscoe ♂,
Rose ♀,
Rosemarie ♀,
Rosetta ♀,
Rosina ♀,
Rosmerta ♀,
Ross ♂,
Rossana ♀, 
Rostam ♂,
Rostislaw ♂,
Roswitha ♀,
Rötger ♂,
Rotraud ♀,
Rotraut ♀,
Rotrud ♀,
Rovena ♀, 
Rowan ♂♀,
Rowena ♀,
Roxana ♀,
Roy ♂,
Roya ♀,
Royal ♂,
Royce ♂,
Róža ♀,
Rózsa ♀

## Ru
Ruairi ♂,
Ruairí ♂,
Ruben ♂,
Rubén ♂,
Ruby ♀,
Ruđer ♂,
Rüdiger ♂,
Rudolf ♂,
Rudolfine ♀,
Rudy ♂,
Ruedi ♂,
Rufina ♀,
Rufino ♂,
Rufus ♂,
Ruggero ♂,
Ruggiero ♂,
Ruhi ♂, 
Rui ♂♀,
Rukmini ♀,
Rumen ♂,
Rune ♂,
Ruotger ♂,
Rupert ♂,
Ruppert ♂,
Ruslan ♂,
Ruslana ♀,
Russ ♂,
Russell ♂,
Rustem ♂,
Rüstem ♂,
Rüştü ♂,
Rut ♀, 
Rūta ♀, 
Rutger ♂,
Ruth ♀,
Ruud ♂,
Ruxandra ♀,
Ruy ♂

## Ry
Ryan ♂,
Ryke ♂,
Ryland ♂,
Rymantas ♂, 
Rytas ♂, 
Rytis ♂, 
Ryūichi ♂, 
Ryūtarō ♂